# Hårdkårel
Hårdkårel (Erysimum marschallianum) är en korsblommig växtart som beskrevs av Antoni Lukianovich Andrzejowski och Friedrich August Marschall von Bieberstein. Enligt Catalogue of Life ingår Hårdkårel i släktet kårlar och familjen korsblommiga växter, men enligt Dyntaxa är tillhörigheten istället släktet kårlar och familjen korsblommiga växter. Arten förekommer tillfälligt i Sverige, men reproducerar sig inte. Inga underarter finns listade i Catalogue of Life.